# Philharmonischer Verein der Sinti und Roma Frankfurt am Main
Der Philharmonische Verein der Sinti und Roma Frankfurt am Main e. V. ist ein im Jahr 2001 gegründeter Verein, der sich der Pflege des musikalischen Erbes der Sinti und Roma widmet.
Der als gemeinnützig anerkannte Verein ist das organisatorische Dach der Roma und Sinti Philharmoniker, die aus roma- und sintistämmigen professionellen Musikerinnen und Musikern bestehen, die hauptberuflich in verschiedenen Opern- und Sinfonieorchestern Europas engagiert sind. Ziel der Vereinsarbeit ist es, das musikalische Erbe der Roma und Sinti zu bewahren, zu pflegen und zu fördern. Dies geschieht zuvorderst durch Konzert-Projekte der Roma und Sinti Philharmoniker, aber auch durch die Bereitstellung kleinerer Ensembles für musikalische Auftritte. Der Philharmonische Verein möchte zudem den musikalischen Nachwuchs fördern, veranstaltet Gesprächskonzerte für Kinder und plant den Aufbau eines Europäischen Roma-Jugendorchesters. Außerdem fördert er die musikwissenschaftliche und musikethnologische Forschung über die Einflüsse der Roma- und Sinti-Kultur auf die klassische Musik.
Diese Arbeit basiert auf dem Wissen und dessen musikalischer Umsetzung, in wie vielfältiger Form die Roma- und Sinti-Musikkultur die sogenannte „ernste“ klassische Musik Europas im Laufe von Jahrhunderten beeinflusst und inspiriert hat. Solche "inspirierten" Werke stellen die Roma und Sinti Philharmoniker in ihren Konzerten in den Vordergrund. Zudem ist dem Philharmonischen Verein daran gelegen, die musikwissenschaftliche und musikethnologische Forschung zu fördern, die sich mit den Fragen auseinandersetzt, in welcher Weise und Ausprägung die genannten Einflüsse auf die europäische Musikklassik stattgefunden haben und weiterhin wirksam sind. Dazu veranstaltet der Philharmonische Verein musikwissenschaftliche Podien und beteiligt sich an anderweitigen Forschungsprojekten dieser Art.
Riccardo M Sahiti ist in Personalunion Vorsitzender des Philharmonischen Vereins und künstlerischer Leiter wie Dirigent der Roma und Sinti Philharmoniker. Die Arbeit des Vereins und des Orchesters ist entscheidend von seiner Initiative getragen. Für sie erhielt er im Jahr 2016 das Bundesverdienstkreuz aus den Händen des damaligen Bundespräsidenten Joachim Gauck.
Der Philharmonische Verein ist in Frankfurt am Main beheimatet, definiert seinen Wirkungskreis jedoch – vor allem durch die Projekte der Roma und Sinti Philharmoniker – international bzw. europaweit. Das Engagement des Philharmonischen Vereins findet immer wieder in enger Absprache und Kooperation mit dem Zentralrat Deutscher Sinti und Roma und dessen Vorsitzenden Romani Rose statt. Der Verein wird von der Stadt Frankfurt am Main und dem Land Hessen institutionell gefördert, ist aber für die Realisierung großer Orchesterprojekte nach wie vor auf Spenden und Drittmittel angewiesen.

## Pressestimmen
Das Presseecho zum Philharmonischen Verein der Sinti und Roma Frankfurt am Main ist deutschlandweit groß.
Die Süddeutsche Zeitung schrieb im Jahr 2012:
Der ‚Frankfurter Philharmonische Verein der Sinti und Roma‘ besteht aus 60 Musikern, die der ethnischen Minderheit angehören. Das Orchester zeigt bei seinen Auftritten, dass die Roma-Kultur absolut nichts mit ‚lustigem Zigeunerleben‘ zu tun hat.
Die Frankfurter Allgemeine Zeitung schrieb über den Philharmonischen Verein am 7. Januar 2020 im Rahmen eines Porträts über dessen Vorsitzenden Riccardo M Sahiti:
Zum Ziel setzte sich der Philharmonische Verein der Sinti und Roma Frankfurt die Pflege des musikalischen Erbes der Sinti und Roma, deren Einfluss auf die Kunstmusik in ganz Europa kaum zu überschätzen ist, denn von Telemann über Haydn und Brahms bis zu Dvorák und Bartók haben sich unzählige Komponisten immer wieder vom Stil der ‚Zigeunermusik‘ inspirieren lassen.